# Tetiana Jurkewiczus
Tetiana Wałerijiwna Antoniuk, po mężu Jurkewiczus (ukr. Тетяна Валеріївна Антонюк (Юркевічус); ur. 17 stycznia 1995 w Barze) – ukraińska koszykarka, występująca na pozycjach silnej skrzydłowej lub środkowej, reprezentantka kraju, obecnie zawodniczka Polskiego Cukru AZS UMCS Lublin.
2 sierpnia 2018 została zawodniczką PGE MKK Siedlce. 30 listopada 2022 opuściła drużynę z Gdyni. 2 grudnia 2022 dołączyła do Polskiego Cukru AZS UMCS Lublin.

## Osiągnięcia
Stan na 16 kwietnia 2023, na podstawie, o ile nie zaznaczono inaczej.

### Drużynowe
- Mistrzyni:
  - Polski (2023)[5]
  - Ukrainy (2018)
- Wicemistrzyni:
  - Ukrainy (2014)
  - Białorusi (2015)
- Finalistka:
  - Pucharu Ukrainy (2018)[6]
  - Superpucharu Polski (2022)[7]
- Uczestniczka międzynarodowych rozgrywek Eurocup (2014/2015)

### Indywidualne
(* – nagrody przyznane przez portal eurobasket.com)
- Najlepsza skrzydłowa ligi ukraińskiej w zbiórkach (2018)*[6]
- Zaliczona do*:
  - I składu ligi ukraińskiej (2018)[6]
  - II składu ligi ukraińskiej (2017)[8]
- Liderka ligi ukraińskiej w zbiórkach (2017)[8]

### Reprezentacja

#### Seniorów
- Uczestniczka mistrzostw Europy (2015 – 16. miejsce)

#### Młodzieżowe
- Uczestniczka mistrzostw Europy:
  - U–20 (2014 – 12. miejsce, 2015 – 16. miejsce)
  - dywizji B:
    - U–18 (2012 – 12. miejsce, 2013 – 6. miejsce)
    - U–16 (2011 – 6. miejsce)